# Blackallia biloba
Blackallia biloba ist die einzige Art der Gattung Blackallia aus der Familie der Kreuzdorngewächse (Rhamnaceae). Der Strauch ist heimisch in Westaustralien. Der Gattungsname ehrt William  Edward Blackall (1876–1941), einen (englisch-)australischen Arzt und Botaniker, Freund von C.A. Gardner.

## Beschreibung
Blackallia biloba ist ein immergrüner, dorniger Strauch. Die Blätter sind zweigelappt, klein und wechselständig angeordnet.
Die Blüten stehen entweder in Faszikeln oder als Einzelblüten an langen Blütenstielen. Der Blütenbecher ist röhrenförmig, die Kelchblätter stehen aufrecht, die Kronblätter sind haubenförmig, der Diskus kranzförmig. Der Fruchtknoten ist oberständig, die Teilfrüchte öffnen sich.

## Verbreitung und Systematik
Blackallia biloba ist heimisch in Westaustralien. Art wie Gattung wurden 1942 von Charles Austin Gardner erstbeschrieben. Innerhalb der Kreuzdorngewächse wird sie in die Tribus Pomaderreae eingeordnet.

## Nachweise
1. ↑   Lotte Burkhardt: Verzeichnis eponymischer Pflanzennamen.  Botanic Garden and Botanical Museum Berlin, Freie Universität Berlin, Berlin 2016. ISBN 978-3-946292-10-4, doi:10.3372/epolist2016
2. 1 2 3  D. Medan, C. Schirarend: Rhamnaceae In: Klaus Kubitzki (Hrsg.): The Families and Genera of Vascular Plants - Volume VI - Flowering Plants - Dicotyledons - Celastrales, Oxalidales, Rosales, Cornales, Ericales, 2004, S. 336, ISBN 978-3-540-06512-8